# Les Carolines
Pour les articles homonymes, voir Caroline.
 (janvier 2022).
Si vous disposez d'ouvrages ou d'articles de référence ou si vous connaissez des sites web de qualité traitant du thème abordé ici, merci de compléter l'article en donnant les références utiles à sa vérifiabilité et en les liant à la section « Notes et références ».

Les Carolines.

La Caroline (Carolina) ou Les Carolines (The Carolinas) correspond aux États-Unis à l'ensemble constitué de  l'État de Caroline du Nord et celui de Caroline du Sud. Le nom « Caroline » est également utilisé lorsqu'il n'est pas nécessaire de préciser l'État américain exact ou par raccourci de langage.
De 1609 à 1663, au cours de l'histoire coloniale des États-Unis d'Amérique, les Carolines formaient la province de Caroline. Cette province avait été baptisée de ce nom en l'honneur du roi de France Charles IX[réf. nécessaire], qui fut le premier à y lancer une expédition qui permit aux Français de s'y établir durant quelques années seulement. Ils en furent chassés par les Anglais après une très courte colonisation française qui se termina par un échec faute de relève suffisante et du trop petit nombre de colons sur place.
La Caroline fut divisée entre le nord et le sud en 1729.

## Histoire
La colonisation de la province de Caroline eut lieu de 1655 à 1670. Celle-ci commença par la création de trois établissements côtiers éloignés de plusieurs centaines de kilomètres :
- la colonie d'Albemarle au Nord, proche de la Virginie dans les années 1650 ;
- puis la colonie du Cape Fear dans les années 1660 ;
- enfin la colonie de Charleston au sud en 1670. Celle-ci qui aura une croissance rapide après les conflits religieux et les guerres indiennes des années 1710.

Après la Restauration anglaise en 1660, Charles II récompensa huit Lord propriétaires de Caroline qui l'aidèrent à retourner sur le trône d'Angleterre lors de la troisième guerre civile anglaise. Il leur accorda, le 24 mars 1663, huit concessions sur les terres qui portaient alors le nom de Caroline.
De 1708 à 1710, à cause des dissensions qui survinrent à la suite de la tentative d'établir une église d'État de nature anglicane dans la colonie, la province fut incapable de s'accorder sur les officiels élus et resta sans gouvernement légal reconnu. Ceci, couplé avec la guerre des Tuscaroras et la guerre des Yamasee, et l'impossibilité pour les Lords Propriétaires d'agir activement, conduisit à la mise en place de deux gouvernements séparés : un pour la Caroline du Nord et l'autre pour la Caroline du Sud. Certain considèrent cette période comme la création de deux colonies séparées, mais ceci ne fut officiel qu'en 1729, quand sept des huit Lords Propriétaires vendirent leurs intérêts en Caroline à la Couronne et la Caroline du Nord et du Sud devinrent des colonies royales.

## Culture
La culture des Carolines est un sous-ensemble distinct à l'intérieur de la culture du Sud des États-Unis. Notamment, la région côtière de la Caroline, colonisée par les Européens plus d'un siècle avant les régions intérieures, a été influencée par la culture des Caraïbes, en particulier celle de la Barbade à cause du commerce avec celle-ci et que bon nombre des premiers gouverneurs au cours de la période unifiée étaient barbadiens. 
Bien que les deux États fassent partie du Sud, il y a historiquement un certain nombre de différences importantes dans la colonisation, le développement politique et la croissance économique des deux États. Par exemple, pendant la guerre de Sécession, la Caroline du Sud a été le premier État à se déclarer indépendant de l'Union, tandis que la Caroline du Nord fut le dernier. Pendant la guerre, le premier était généralement l'un des plus fervents partisans de la Confédération alors que beaucoup dans le second (en particulier dans la partie occidentale) ont refusé d'appuyer la sécession en restant neutres ou secrètement pour l'Union. Le gouverneur Zebulon Baird Vance était ainsi un critique virulent du président confédéré Jefferson Davis et a souvent refusé d'obéir à ses demandes de renforts et de fournitures.

## Politique
Pendant la majeure partie du XXe siècle, la Caroline du Sud fut un bastion du « front solide démocratique du Sud ». Pratiquement aucun Républicain n'a gagné d'élection et d'ardents partisans de la ségrégation raciale y furent élus. En Caroline du Nord, bien que les Démocrates aient dominé, il y a toujours eu une forte minorité républicaine. L’État a ainsi voté pour les Républicains à l'élection présidentielle de 1928, ainsi qu'à plusieurs élections du Congrès et de nombreux Républicains furent gouverneurs de 1868 à 1928. 
La Caroline du Nord a été largement reconnue comme l'un des États les plus progressistes du Sud sur la question de la ségrégation et des droits civiques. Cependant, il s'agissait en 1947 d'un des États les plus pauvres de l'Union.
Malgré ces différences, les Carolines sont deux États les plus politiquement similaires aux États-Unis[évasif], selon une comparaison effectuée par le statisticien Nate Silver en 2008[réf. nécessaire].